# Полівська Гута
Полівська́ Гу́та (лат. Vitraria Palowska, Vitraria Officina Palowska; пол.  Huta Palowska, Huta Paliowska, Huta Palioska; рос. дореф. Паліовская Гута, Пальёвская Гута, Палёвская Гута) — село в Україні, Житомирського району Житомирської області. Населення становить 39 осіб.
Колишнє чиншове село, мешканці якого були гутниками і працювали на мануфактурі з виробництва скла, більшість населення села до середини XX ст. складали поляки.

## Назва
Мешканці села народжені в перших декадах ХХ ст. називали своє село Гута Пальоска та Гута Паліоска (в оригіналі пол. Huta Paloska, Huta Palioska), обидва варіанти з випущеним «в» характерним для тогочасної польської розмовної мови є тотожними назві Гута Паліовска (пол. Huta Paliowska), яка є усталеним на письмі варіантом запису польською мовою в історичних документах та пізніше перейшла в російський варіант запису рос. Паліовская Гута, від якого, з появою в російській графіці літери ё, що замінювала буквосполучення іо, був утворений варіант рос. Пальевская Гута, де літера ё записувалась без крапок.
Сучасний варіант Полівська Гута постав завдяки некритичній спробі українізувати назву в добу українізації 1920-1930-х років. Оскільки для польської мови не властиве акання, яке є в російській мові, при цьому спостерігаємо втрату першого а, яке польська назва Паліовська втратила, ставши Полівською, внаслідок чого загубилась первісна семантика слова. Польську назву українізували як російську. Коректним українізованим варіантом мала би бути назва Пальовська Гута або Палівська Гута.
У переписах населення 1795, 1811 і 1816 років фіксується існування у Житомирському повіті села Палі. Від назви цього села найімовірніше і походить перша частина назви Гути — Пальовська. Подібно, як назва Гути Бобрицької походить від назви Бобриці, Гута Пулинська — від Пулин, Буда Рижанська — від Рижан, а Рудня Горошківська — від Горошок. Вочевидь село Палі лежало неподалік Гути, але з цієї пари залишилась тільки Гута, яка нагадує сьогодні своєю назвою про існування колишнього села Палі.
Друга частина назви, Гута, походить від слова «гута» (від давн.в-нім. hutte, hutta — «хата», «скляний завод») — назви невеличкого мануфактурного підприємства з виробництва скла та скляних виробів, заснованого тут у 1819 році. Гута стала головною причиною, чому навколо неї стали селитись люди — перші наймані робітники мануфактури разом зі своїми родинами — гутники, внаслідок чого виникло поселення.
Перша згадка про село датується 8 листопада 1810 року. Про це свідчить запис у метричній книзі кармелітського костелу в Топорищах. У записі село згадане під назвою Vitrificina Horoszki, що з латинської мови можна перекласти, як Гута Горошківська.
Наступні згадки датовані 1811, 1813 і 1816 роками, де село згадується під назвами Vitraria Officina Horoszki і Гута Горошковська.
Першими мешканцями села у цих документах є Ян Недзвецький, Юліанна Теодоровіч, Ксаверій Альтемберк, Доміцилла Лісовська, Валентій, Станіслав, Францішек, Катажина, Юліанна та Аґнєшка сини та дочки Францішка та Терези Баґінські. 
15 липня 1819 року село змінює власника і вже за місяць, 15 серпня 1819, з'являється перша згадка про село із сучасною назвою. Вона також походить з метричної книги кармелітського костелу Святої Теклі в Топорищах. У записі мовиться про шлюб мешканки Гути Пальовської Анни Сьвенціцької з сільським ремісником Ґаспаром Чижевським, свідками під час шлюбу були шляхтичі Станіслав Баґінський та Ян Теодоровіч. В оригіналі назва написана латинською мовою: Vitraria Officina Palowska тобто Шкляна Гута Пальовська. Officina має кілька перекладів, серед них мануфактура, майстерня, фабрика.

## Географія
Географічні координати: 50°33' пн. ш. 28°27' сх. д. Часовий пояс — UTC+2. Загальна площа села — 4,6 км².
Полівська Гута розташована на північно-східному краю Волинського Полісся і за 3,7 км від колишнього містечка — а нині селища Хорошів. Найближча залізнична станція — Нова Борова, за 25 км.
Село розташоване на території Волинського родовища камерних пегматитів.

## Історія

#### Гута
Внаслідок заснування шкляної мануфактури на порожньому місці серед лісів у 1810 році, навколо гути почали селитись перші поселенці. Ними були родини шляхтичів: Тиліцьких (пол. Tylicki, Telicki), Баґінських (пол. Bagiński), Теодоровичів (пол. Teodorowicz), Віслоцьких (пол. Wisłocki), Вонсовичів (пол. Wąsowicz), Мисюнів (пол. Misiuna), Сьвенцицьких (пол. Święcicki), вільних селян: Луковських (пол. Łukowski), які осіли тут на стало, та родини шляхтичів: Ґалензовських (пол. Gałęzowski), Поплавських (пол. Popławski), Осецьких (пол. Osiecki), які на довго тут не затримались.
Мануфактура спеціалізувалась на виготовленні питного та аптечного скляного посуду, мала 1 скловарну піч.
Власником села і мануфактури щонайменше з 1834 року був пан Василь Троцький, садиба якого знаходилась в Дворищах.
В 1881 році на гуті виготовляли 7 100 коп скляного посуду в рік, річний прибуток складав 3 900 р. (1 копа = 60 штук будь-чого, 7 100 коп — це 426 000 штук або літрів скляного посуду в рік). В тому році на гуті працювало 34 працівники. Орендатором мануфактури був купець Борух Вексман.
В 1890 році річний прибуток склав 2 000 р. На гуті працювало 16 працівників.
А в 1905 році вона згоріла і вже ніколи не була відновлена.

#### Фаховий розподіл працівників гути
Працівники гути поділялись на:
- ті, хто робить скло
- склодуви
- шліфери
- печові

- розписувачі скла

Розписувачів скла запрошували здалеку. На інших гутах Житомирщини це були майстри з Ґданська та Угорщини.
У 1932–1933 роках Полівська Гута постраждала від голодомору. За свідченнями очевидців кількість померлих склала щонайменше 14 осіб.

## Населення. Етнічний склад та мова
Основу села склали переселенці з інших гут регіону. Також село поповнювалось вихідцями з сусідніх сіл, вони долучались до виробництва скла і започатковували нові родини гутників.  Впродовж XIX сторіччя відбувався сталий обмін населення між гутами житомирського регіону, гутники мігрували з гути до гути, серед яких можна виділити Старочуднівську Гуту, Гуту Добринську, Гуту Юстинівку, Гуту Маріянівку та Гуту Ісаківську. Таким чином родини з певними прізвищами ставали династіями гутників і почали асоціюватись передусім з гутницькою справою. З 1860 років з Гути Пальовської відбувався відтік населення до Гути Ісаківки.
У 1857 році до меж Топориської католицької парафії входило 55 сіл, де мешкали католики. Серед цих 55 сіл Гута Пальовська була четвертим селом за найбільшою кількістю поляків. Тоді в Гуті мешкало 109 католиків, серед них всі були поляками. Більше було лише в Старому Бобрику (127 поляків), Киселівці (138 поляків) та Коритищах (310 поляків).
Мешканці села, які народились у період 1900-1915 років, вільно володіли польською мовою на розмовному рівні, якою спілкувались зі своїми батьками вдома. Так само вільно вони володіли українською і могли на базовому рівні порозумітись німецькою, оскільки село було оточене німецькими колоніями. Після 1930-х років, років геноциду, депортацій на Північ, в Сибір та до Казахстану, розстрілів і переслідування поляків під час Польської операції НКВД та смерті старшого покоління, місцеві поляки приховували володіння польською мовою, свої польські імена, католицькі традиції, і спілкувалися зі своїми дітьми і в суспільстві другою мовою, якою вони володіли — українською. Останні носії розмовної польської мови померли в 1990-х роках. Польська мова збереглась у окремих фразах, словах, релігійних піснях і молитвах. Їхні нащадки відновлюють знання рідної мови, вивчаючи її заново. 
За даними перепису 2001 року населення села становило 39 осіб, з них усі 100 % зазначили рідною українську мову.